# Заключительное постановление Имперской депутации

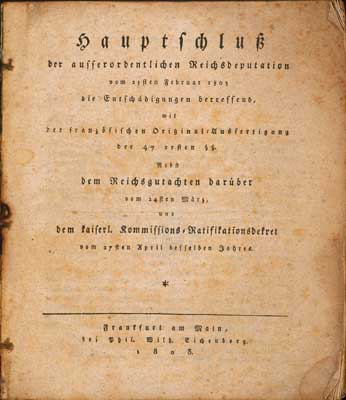
Первая страница заключительного постановления имперской депутации

Заключительное постановление Имперской депутации (нем. Reichsdeputationshauptschluss) — последний значимый закон Священной Римской империи, определивший условия медиатизации малых государств империи и создавший условия для окончательного роспуска империи. В частности, предусматривал секуляризацию 70 духовных государств и упразднение 45 имперских городов.
Принят Имперской депутацией 25 февраля 1803 года и утверждён Имперским сеймом 24 марта того же года. Подписан императором Францем II и вступил в законную силу 27 апреля.
Заключительное постановление было разработано на основе «компенсационного плана», согласованного представителями Франции и России в июне 1802 года, хотя основополагающие принципы компенсации / медиатизации были оговорены ещё при заключении Люневильского мира в 1801 году. 

## Предыстория
Вскоре после Люневильского мира и обретения Наполеоном Бонапартом титула первого консула Священная Римская империя была поставлена перед требованием составить окончательный план компенсации (Entschädigungsplan) тех правителей, чьи земли к западу от Рейна были аннексированы наполеоновской Францией. Имперский сейм решил перепоручить это задание императору как полномочному представителю империи, оставив за собой право окончательного решения. Однако Франц II уклонился от этой роли, не желая нести ответственность за все будущие деяния, совершаемые под диктовку французов. После месяцев дебатов в ноябре 1801 года было решено делегировать дело о компенсации имперской депутации (Reichsdeputation), причём Франция согласилась выступать «посредником». Депутация состояла из представителей курфюрстов Майнца, Саксонии, Бранденбурга/Пруссии, Богемии и Баварии, а также герцога Вюртембергского, ландграфа Гессена и великого магистра Тевтонского ордена.

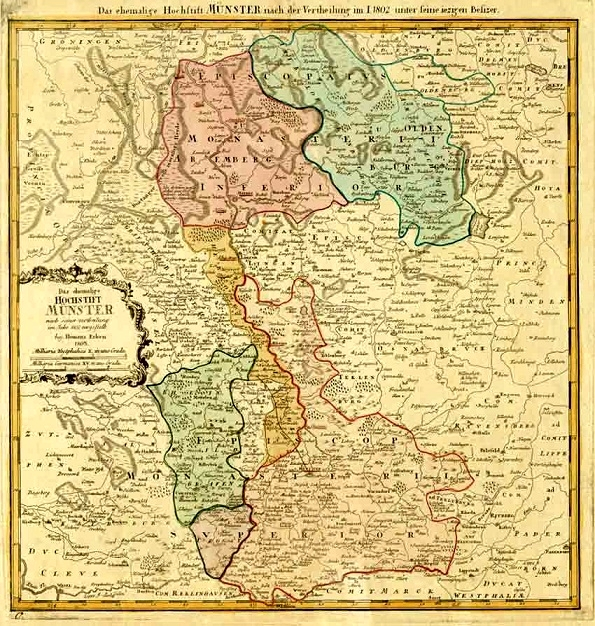
Карта раздела Мюнстера

Ключевые германские правители вскоре отправили своих представителей во Францию для защиты полагавшихся им компенсаций, это проходило при поддержке французского правительства. Наполеон посвятил в детали своего министра иностранных дел Талейрана, известного своей тягой к взяточничеству. В это время консул, желая заложить основу дружественным отношениям с новым российским императором Александром I, согласился с включением России в вышеуказанный процесс в качестве второго посредника. 19 октября 1801 года две страны подписали соглашения о совместных действиях в этом качестве. По сути Александр, чья жена и мать принадлежали к правящим домам Бадена и Вюртемберга, хотел должного отношения к своей немецкой родне (в последующей дипломатической переписке с Талейраном российский посол граф Аркадий Морков также просил учесть интересы герцога Мекленбург-Шверинского и епископа Любекского). Это совпадало с намерением Франции укрепить расположенные между ней и Австрией южные немецкие княжества Бавария, Баден, Гессен-Дармштадт и Вюртемберг.
Бурные дискуссии и сделки касались не только посредников и немецких князей, но и соседних правительств. В прусском кабинете одна группа выступала за расширение на западном направлении за счёт Вестфалии, в то время как другая — на южном за счёт Франконии, победу одержала первая партия. С июля 1801 по май 1802 года предварительные компенсационные соглашения были заключены с Баварией, Вюртембергом и Пруссией, более формальные договорённости были достигнуты с Баденом, Гессеном-Касселем, Гессеном-Дармштадтом и другими государствами среднего размера.
Во время сессии имперских депутаций и штатов также шли отчаянные споры. Многие средние и небольшие правители, не имевшие влияния в Париже (среди них герцоги Аренберг, Лооз и фон Крой, князь Зальм-Кирбург, графы Вартенберг и Зиккинген), пытались через взятки французским представителям добиться дополнений и изменений в основном компенсационном плане. Все эти претензии были рассмотрены, в них обнаружили завышение потерь и фиктивность. Имперская депутация очень редко рассматривала обвинения и претензии к работе французских дипломатов, которые обычно пересылали местным французским чиновникам или к самому Талейрану.

## Компенсационный план
«Основной компенсационный план» стал плодом заключенных в Париже формальных и неформальных соглашений, разработанным Талейраном в июне 1802 года и одобренный Россией с незначительными изменениями,. Документ был представлен почти в ультимативной форме имперской депутации, созванной на первое заседании в Регенсбурге 24 августа 1802 года. В преамбуле указывалось, что страны-посредники были вынуждены разработать компенсационный план из-за «непримиримых разногласий между немецкими князьями» о деталях компенсации. Авторы утверждали, что «основанный на расчётах неоспоримой объективности» план пытается возместить понесённые убытки при «сохранении довоенного баланса между ключевыми германскими правителями», при этом вышеуказанные утверждения противоречили друг другу. Изначальная модель компенсации, основанная на возмещении только территориальных потерь, по политическим причинам была изменена для поощрения могущественных или имевших хорошие связи правителей, а также привлечения потенциальных союзников.

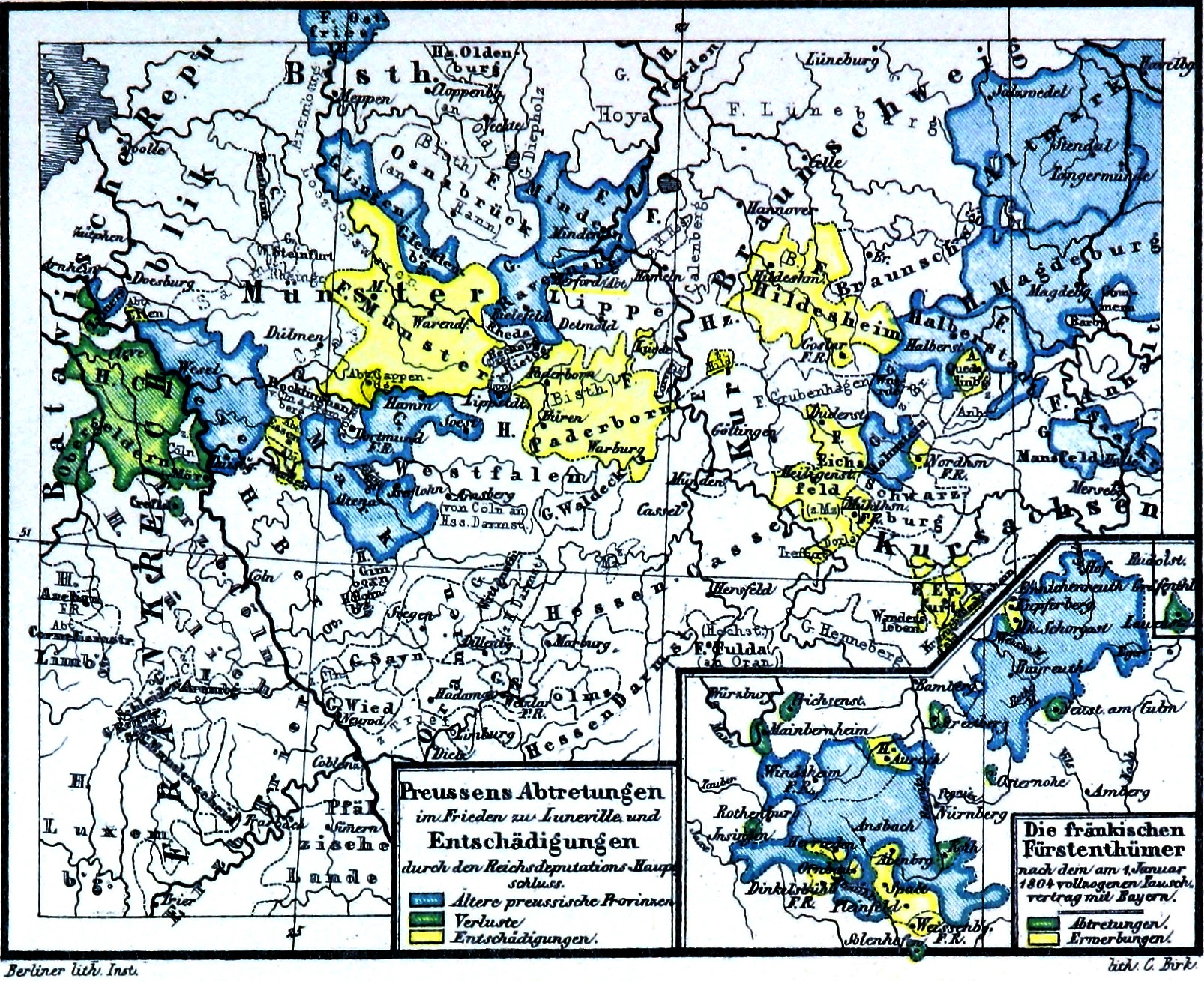
Территориальные потери (зелёный) и приобретения (жёлтый) Пруссии (окрашена в голубой цвет)

Изолированный от переговоров представитель Австрии в Париже смог ознакомиться с планом после публикации в Le Moniteur. В ускоренном режиме им были разработаны поправки, подтверждавшие имперские прерогативы Франца II как правителя Австрии и Священной Римской империи. Позже в этот план включили новые епископства для секуляризации. Хотя император был против этой меры, её неминуемость заставила его бороться за собственную выгоду от этого процесса. Важным требованием являлось адекватная компенсация родному брату Франца II Фердинанду III, утратившему секундогенитуру великого герцогства Тосканского после итальянского похода французов.
Имперская депутация, которая изначально и должна была заниматься компенсациями, в итоге стала послушным инструментом для стран-посредников и ключевых немецких государств. Это было продемонстрировано прусско-французским договором от 23 мая 1802 года, гарантировавший компенсацию прусскому королю и принцу Оранскому-Нассау сразу после ратификации компенсационного плана, хотя имперская депутация тогда ещё не была даже созвана. Через две недели король издал прокламацию со списком всех территорий, отходивших Пруссии, оккупация которых началась в первую неделю августа. В тот же месяц баварские войска вступили в Бамберг и Вюрцбург спустя неделю после отправки писем местным епископам от короля Максимилиана I, в которых он информировал о скорой оккупации их владений. Осенью 1802 года Австрия, Бавария, Баден, Гессен-Дармштадт и Вюртемберг продолжили захват территорий епископальных княжеств и вольных имперских городов, на формальное оформление смены власти и создание гражданской администрации обычно уходило ещё несколько недель. Такая спешка была вызвана опасениями, что опубликованный июньский план не является окончательным, из-за чего спокойней было бы сразу занять отведённые документом территории. Эта стратегия не всегда была успешной: Бавария была вынуждена покинуть территорию епископства Айхштетт, большая часть которого по итогам австро-французской конвенции от 26 декабря 1802 года переходило в компенсационный список Габсбургов. Правителям небольших графств и княжеств приходилось дожидаться выхода заключительного постановления, чтобы получить свою компенсацию — секуляризованное аббатство или несколько маленьких имперских городов.

## Ратификация документа
8 октября 1802 года посредники предоставили депутации второй компенсационный план, учитывавший многочисленные замечания, заявления, петиции и требования со всех сторон. Третий план был передан в ноябре, а финальный в середине февраля 1803 года. Именно он стал основой для заключительного постановления, выпущенного имперской депутацией на 46-й встрече 25 февраля 1803 года. 24 марта было получено одобрение имперского сейма, 27 апреля император Франц II ратифицировал документ. Последний сделал оговорку в отношении перераспределения голосов и мест в имперском сейме. Приняв вступление новых десяти членов коллегии выборщиков, позволивших впервые сформироваться протестантскому большинству, он возражал против протестантского большинства в новом созыве коллегии принцев (77 протестантов против 53 католиков, плюс четыре чередующихся голоса), взамен предлагая религиозный паритет. Обсуждения этой ситуации продолжались вплоть до роспуска империи в 1806 году.

## Роспуск епископальных княжеств

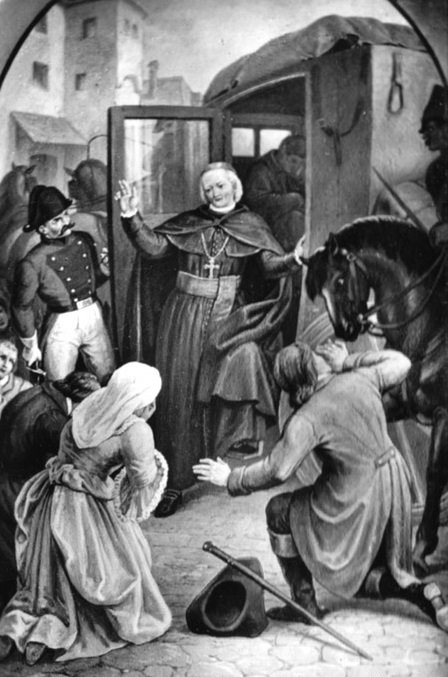
Изгнание князя-архиепископа из Трира

Согласно заключительному постановлению, все церковные образования (аббатства, архиепископства, епископства) расформировывались, за исключением Курмайнца, Мальтийского и Тевтонского орденов. Архиепископ и курфюрст Майнца Карл Дальберг убеждал Наполеона сохранить свой статус имперского архиканцлера для сохранения функционирования Священной Римской империи. Так как его владения были присоединены к Франции, княжество Ашаффенбург пришлось перевести на восток, в Регенсбург, и дополнить землями Курмайнца к востоку от Рейна. Дальберг сохранил титул выборщика и имперского архиепископа, и получил титул примаса Германии. По настоянию Франца II были сохранены Мальтийский и Тевтонский (его великий магистр был австрийским эрцгерцогом) ордена, чьи рассеянные владения пополнились несколькими соседними аббатствами. Это делалось для финансового обеспечения 700 знатных членов кафедрального собрания каноников, чьё имущество и поместья были экспроприированы при секуляризации. Ряд епископств были переданы одному владельцу, в то время как другие делились на части или раздавались анклавами для соседних правителей. Значительная часть собственности и имения епископов также были экспроприированы.
Заключительное постановление детально описывало финансовые обязательства новых правителей перед своими предшественниками, сановниками, администраторами, военными и гражданскими чиновниками упразднённых церковных княжеств. Бывшие князья-епископы и князья-аббаты сохраняли свой статус в системе Священной Римской империи. Они сохраняли судебную власть в гражданском и уголовном (отдельные статьи) над местным населением (ст. 49). Титул князя-епископа и князя-аббата оставался их неприкосновенной собственностью на всю оставшуюся жизнь, как и право на ряд наград и привилегий (ст. 50). Однако дворцовые резиденции перешли к новым правителям, епископы довольствовались более скромными жилищами и летними резиденциями. Бывшие князья-епископы, князья-аббаты, имперские аббаты и аббатисы получали право на ежегодную пенсию в диапазоне 3—6 тыс., 6—12 тыс., 20—60 тыс. гульденов, зависевшую от предыдущих заработков (ст. 51). Лишившись политической власти и собственных княжеств, епископы могли продолжать пасторскую работу в своих епархиях и диоцезах. Однако ряд священнослужителей, вроде зальцбургского архиепископа Иеронима фон Коллоредо отказались от своих обязанностей и уехали в родовые поместья.

## Упразднение имперских городов
51 вольный имперский город, занимавшие 7365  км² и имевшие 815 000 жителей, приманивали светских князей своим независимым статусом и географической близостью. За рядом исключений, города управлялись хуже церковных княжеств, из-за чего имели плохую репутацию.
Несколько имперских городов были включены в секуляризационные планы XVIII века, так как занимали смежные территории либо входили в состав искомых епископальных княжеств. Уже к открытию конгресса в Раштатте в конце 1797 года вовсю ходили слухи о присоединении нескольких вольных городов. Из-за этого имперские города Швабского округа, где находилась половина от их общей численности, в начале марта 1798 года провели специальную конференцию для изучения ситуации. Однако это не вызвало большого общественного интереса, так как с самого начала было известно о сохранении независимости влиятельнейших и крупнейших вольных городов. Судьба оставшихся имперских городов висела на волоске: хотя занимавшие места в имперском сейме и имперском камеральном суде Вецлар и Регенсбург в компенсационном плане от июня 1802 года сохраняли независимость, через несколько месяцев их включили в состав княжества Ашаффенбург. Только Аугсбург, Бремен, Любек, Нюрнберг и Франкфурт пережили медиатизацию 1803 года.

## Списки медиатизованных в 1803 г. государств
| Получатель территории               | Медиатизированное государство |
| ----------------------------------- | --- |
| Франция и её клиентские государства | - Базель (к Роракской республике) - Кур (к Гельветической республике) - Кёльн: левый берег - Льеж - Майнц: левый берег - Шпайер: левый берег - Страсбург: левый берег - Трир: левый берег - Вормс: левый берег |
| Герцогство Аренберг                 | - Кёльн:: Графство Фест-Рекклингхаузен - Мюнстер: Меппен |
| Эрцгерцог Австрии                   | - Бриксен - Фрайзинг: австрийские эксклавы - Трент |
| Маркграфство Баден                  | - Базель: Шлинген - Констанц - Шпайер: правый берег - Страсбург: правый берег |
| Баварское курфюршество              | - Аугсбург - Бамберг - Вюрцбург - Пассау - Фрайзинг |
| Герцог фон Крой                     | - Мюнстер: Дюльмен |
| Курфюршерство Ганновер              | - Оснабрюк |
| Ландграфство Гессен-Дармштадт       | - Вормс: правый берег - Кёльн:: Герцогство Вестфалия |
| Герцогство Лооз-Корсварем           | - Мюнстер: Вольбек и Райне |
| Княжество Нассау                    | - Трир: правый берег |
| Княжество Нассау-Оранское-Фульда    | - Кёльн:: Герцогство Вестфалия - Корвей - Фульда |
| Герцогство Ольденбург               | - Любек - Мюнстер: Клоппенбург и Фехта |
| Королевство Пруссия                 | - Падерборн - Хильдесхайм |
| Архиепископство Регенсбург          | - Майнц: правый берег - Регенсбург |
| Княжество Зальм                     | - Мюнстер: Ахаус и Бохольт |
| Зальцбургское курфюршерство         | - Айхштет - Зальцбург |

| Получатель территории               | Медиатизированное государство |
| ----------------------------------- | --- |
| Франция и её клиентские государства | - Буртшайд - Вайсенбург - Корнелимюнстер - Прюм - Санкт-Галлен (к Гельветической республике) - Ставело-Мальмеди - Торн                          |
| Граф Аспремонт-Линден               | - Байндт |
| Маркграфство Баден                  | - Аббатство Генгенбах - Odenheim and Bruchsal - Аббатство Петерсхаузен - Залемское аббатство                                                    |
| Курфюшество Бавария                 | - Elchingen - Irsee - Kaisheim (Kaisersheim) - Kempten - Ottobeuren - Roggenburg - St. Ulrich and St. Afra - Söflingen - Ursberg - Wettenhausen |
| Герцогство Брайсгау-Модена          | - Аббатство Святого Петра (Шварцвальд) - Шуттерн                                                                                                |
| Prince of Bretzenheim               | - Аббатство Линдау |
| Duke of Brunswick-Wolfenbüttel      | - Gandersheim - St. Ludger |
| Князь Дитрихштейн                   | - Санкт-Галлен: Нойравенсбург |
| Князь Линь                          | - Эдельштеттен |
| Князь Меттерних                     | - Ochsenhausen |
| Prince of Nassau-Orange-Fulda       | - Аббатство Вайнгартен |
| Граф Оштейн                         | - Монастырь Буксхайм |
| Граф Плеттенберг-Виттем             | - Хеггбах: Митинген и Суллминген |
| Королевство Пруссия                 | - Эссен - Херфорд - Кведлинбургское аббатство - Верден-Хельмштедт                                                                               |
| Граф Квадт                          | - Аббатство святого Георгия в Исни |
| Регенсбургское епископство          | - Нидермюнстер в Регенсбурге - Обермюнстер в Регенсбурге - Аббатство святого Эммерамма                                                          |
| Орден Святого Иоанна Иерусалимского | - Аббатство Святого Власия |
| Курфюшество Зальцбурга              | - Берхтесгаден |
| Граф Шаесберг-Ритерсберг            | - Оксенхаузен: Танхайм |
| Князь Зинцендорф                    | - Оксенхаузен: Винтерриден |
| Граф Штернберг-Мандершайд           | - Шуссенрид - Вайссенау |
| Князь Турн-и-Таксис                 | - Бухау - Мархталь - Нересхайм |
| Граф Тёрринг-Йеттенбах              | - Гутенцелль |
| Граф Вальдбот фон Бассенхайм        | - Хеггбах |
| Графство Вартенберг                 | - Рот-ан-дер-Рот |
| Герцогство Вюртемберг               | - Эльванген - Heiligkreuztal - Ротвайль - Шёнталь - Цвифальтен                                                                                  |

Духовные суверены, сохранившиеся после 1803 года:
- Тевтонский орден (упразднён в 1810 году)
- Орден Святого Иоанна Иерусалимского (упразднён в 1806 году)
- Архиепископство Регенсбург (упразднён в 1805 году)

## Вторая волна медиатизации
Заключительное постановление не касалось вопроса существования практически 300 независимых (имперских) рыцарей (сеньоров), включая 99 имперских графов, которые в совокупности контролировали 4 500 квадратных миль территории. Зимой 1802-03 гг. Бавария, Гессен-Кассель и Вюртемберг начали захватывать эти анклавы с помощью эдиктов сдачи-передачи (Abtretungs- und Überweisungspatenten) и военной силы. Этому примеру зимой 1803-04 гг. последовали и более мелкие правители, вроде князя Лейнингена. Этот процесс известен в немецкой историографии как «атака на рыцарей». Пострадавшими оказывались, как правило, государственные образования, не имевшие действенной армии (ибо полагались на защиту своих границ императором как гарантом правопорядка в империи). В январе 1804 года Франц II, засыпанный жалобами на самоуправство, признал эти захваты незаконными, хотя большинство рыцарских земель к осени 1803 года уже были заняты. Император не мог отменить произошедшее, но силовая угроза приостановила дальнейшие аннексии.
Пресбургский мир 1805 года ослабил империю, а вторая волна медиатизации в следующем году лишила земель остававшихся на плаву графов и рыцарей. Формально эта процедура, одобренная Наполеоном, проводилась по 25 пункту Договора о конфедерации Рейна (Rheinbundakte), санкционировавшего односторонние действия государств внутри собственной территориальной юрисдикции. Число немецких государственных образований в результате сократилось с двухсот до чуть более сорока. Император Франц вынужден был также санкционировать этот процесс, чтобы сохранить поддержку со стороны крупнейших государств Германии (которые выступали основными бенефициарами этой волны медиатизации).